# Olympische Sommerspiele 2016/Radsport – Omnium (Männer)
Das Omnium der Männer bei den Olympischen Spielen 2016 in Rio de Janeiro fand vom 14. bis 15. August 2016 statt.
Olympiasieger wurde der Italiener Elia Viviani. Die Silbermedaille gewann Mark Cavendish aus den Großbritannien und Bronze sicherte sich Lasse Norman Hansen aus Dänemark.

## Ergebnis
| Rang | Athlet                 | Nation             | Punkte | Punkte | Punkte | Punkte | Punkte | Punkte | Punkte |
| Rang | Athlet                 | Nation             | SN.    | EV.    | AF.    | ZF.    | SP.    | PF.    | Gesamt |
| ---- | ---------------------- | ------------------ | ------ | ------ | ------ | ------ | ------ | ------ | ------ |
| 1    | Elia Viviani           | Italien            | 28     | 36     | 40     | 36     | 38     | 29     | 207    |
| 2    | Mark Cavendish         | Großbritannien     | 30     | 38     | 28     | 30     | 36     | 32     | 194    |
| 3    | Lasse Norman Hansen    | Dänemark           | 40     | 40     | 6      | 32     | 34     | 40     | 192    |
| 4    | Fernando Gaviria       | Kolumbien          | 26     | 22     | 36     | 34     | 22     | 41     | 181    |
| 5    | Thomas Boudat          | Frankreich         | 36     | 32     | 38     | 20     | 24     | 22     | 172    |
| 6    | Roger Kluge            | Deutschland        | 38     | 34     | 18     | 24     | 20     | 33     | 167    |
| 7    | Glenn O’Shea           | Australien         | 34     | 20     | 22     | 38     | 30     | 0      | 144    |
| 8    | Dylan Kennett          | Neuseeland         | 32     | 30     | 8      | 40     | 40     | −7     | 143    |
| 9    | Tim Veldt              | Niederlande        | 10     | 28     | 10     | 28     | 28     | 7      | 111    |
| 10   | Artjom Sacharow        | Kasachstan         | 22     | 12     | 32     | 22     | 16     | 7      | 111    |
| 11   | Leung Chun-wing        | Hongkong           | 20     | 16     | 16     | 26     | 26     | 1      | 105    |
| 12   | Gaël Suter             | Schweiz            | 12     | 8      | 26     | 16     | 32     | 1      | 95     |
| 13   | Gideoni Monteiro       | Brasilien          | 14     | 24     | 30     | 10     | 12     | 4      | 94     |
| 14   | Kazushige Kuboki       | Japan              | 18     | 6      | 34     | 12     | 10     | 1      | 81     |
| 15   | Ignacio de Jesús Prado | Mexiko             | 16     | 14     | 24     | 8      | 8      | 3      | 73     |
| 16   | Park Sang-hoon         | Südkorea           | 24     | 18     | 14     | 18     | 14     | DNF    | DNF    |
| 17   | Bobby Lea              | Vereinigte Staaten | 8      | 26     | 20     | 14     | 18     | DNF    | DNF    |
| 18   | Jasper De Buyst        | Belgien            | 6      | 10     | 12     | DNS    | –      | –      | DNF    |